# اوزنور سرچلر
اوزنور سرچلر (انگلیسی: Öznur Serçeler؛ زادهٔ ۱۰ اکتبر ۱۹۸۷) بازیگر اهل ترکیه است. وی از سال ۲۰۱۱ میلادی تاکنون مشغول فعالیت بوده‌است.
از فیلم‌ها یا برنامه‌های تلویزیونی که وی در آن نقش داشته‌است می‌توان به رجب ایودیک ۷ و شاهماران اشاره کرد.